# اونتر گابلهورن
اونتر گابلهورن (به لاتین: Unter Gabelhorn) یک کوه در سوئیس است که در کانتون وله واقع شده‌است. اونتر گابلهورن ۳٬۳۹۲ متر بالاتر از سطح دریا واقع شده‌است.